# اخبار روز
اخبار روز یکی از روزنامه‌های غیردولتی صبح هرات افغانستان است.

## پیشینه
اخبار روز در زمان حاکمیت موقت افغانستان تأسیس شد
و اولین روزنامه خصوصی در هرات به حساب می‌آید.

## شکلی دیگر
این روزنامه بر خلاف قطع استاندارد یک روزنامه از دو ورق کاغذ آ۴ تشکیل شده‌است.

## سیاست تحریریه
اخبار روز زیر نظر شورای متخصصان هرات است.
این روزنامه در زمان حاکمیت اسماعیل خان در هرات بیشتر به یک روزنامه انتقادی مشهور شد.
هم‌اکنون این روزنامه همانند گذشته به انتقاد از مسئولان دولتی نمی‌پردازد.